# Masaharu Yamada
Masaharu Yamada (山田 政晴, Yamada Masaharu) est un haltérophile japonais né le 1er mai 1980.